# Psilopogon pulcherrimus
Psilopogon pulcherrimus е вид птица от семейство Брадаткови (Megalaimidae).

## Разпространение
Видът е разпространен в Индонезия и Малайзия.